# 酒井隆司
酒井 隆司（さかい たかし、1961年9月18日 - ）は、日本の実業家。八馬汽船株式会社代表取締役社長。

## 人物・経歴
1984年神戸大学経済学部卒業、日本郵船入社。2013年日本郵船関西支店長、新日本海フェリー取締役。2016年NYK Container Line Thailand出向。2018年八馬汽船顧問。同年から八馬汽船代表取締役社長を務め、現地現物主義の経営にあたった。